# 迪诺·佐夫
迪诺·佐夫（Dino Zoff，1942年2月28日—）世界足壇一位守門員，曾作為隊長為意大利國家隊贏得1982年世界杯冠軍，時乃40歲，為世界杯史上年紀最大的冠軍隊成員，也是至今唯一包攬歐洲杯和世界杯的義大利選手。佐夫亦是一位成功的主教練，曾帶領拉素贏得意甲冠軍，後來率領意大利國家隊獲得2000年歐洲國家杯亞軍。

## 早年生活
迪诺·佐夫出生在意大利弗留利地区马里亚诺的一个务农家庭。在他父亲的建议下，佐夫最初也想要成为一名机械师，以防他的足球生涯失败。佐夫对其他运动也很感兴趣，他两个主要的榜样是自行车运动员冯斯托·科皮和竞走运动员阿布东·帕米克。

## 俱乐部生涯

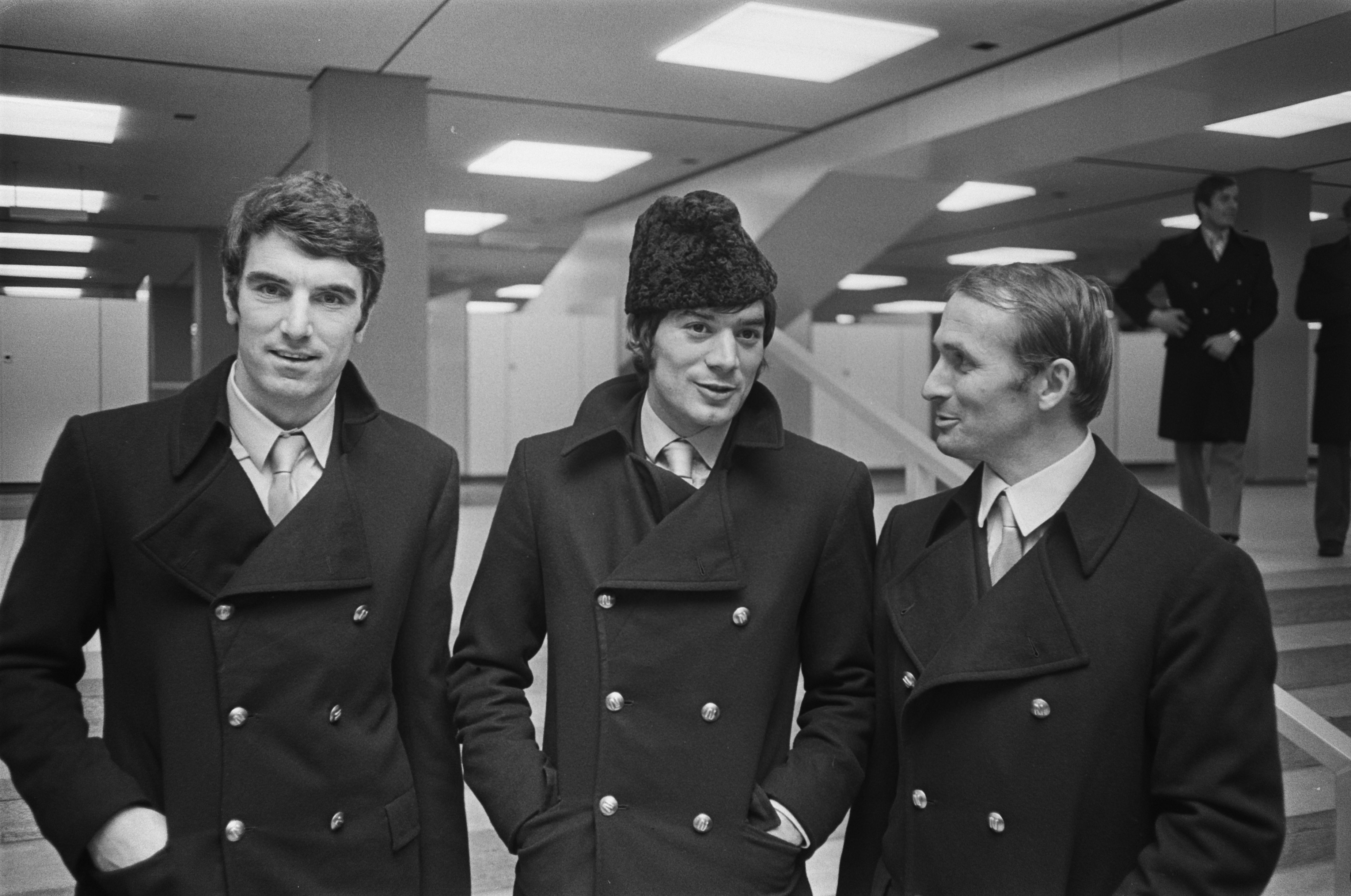
1970年1月，佐夫（左）与那不勒斯一起在史基浦参加城市间博览会杯对阵阿贾克斯的比赛，他旁边是安东尼奥·朱利亚诺和库尔特·哈姆林。

佐夫的职业生涯有一个不吉利的开始，在他14岁的时候，他参加了国际米兰和尤文图斯的试训，但由于身高不足而被拒绝。五年后，他的身高增加了33厘米（据说是由于他的祖母阿德莱德建议每天增加8个鸡蛋的摄入量）， 1961年9月24日，他代表乌迪内斯首次亮相意甲。佐夫在他为乌迪内斯效力的第一个赛季只出场了四次，而后他们被降到了意乙。他在下一个赛季作为俱乐部的首发门将，帮助俱乐部升入意甲，然后在1963年转会到曼托瓦，在那里他度过了四个赛季，出场131次。
他为曼托瓦在顶级联赛中的表现引起了更大俱乐部的注意，而当时的意大利国家队教练埃德蒙多·法布里甚至考虑将他作为1966年世界杯的后备人选，尽管他最终选择了恩里克·阿尔贝托西、罗伯托·安佐林和皮耶路易吉·皮扎巴拉。1967年，佐夫被转到那不勒斯，以换取同胞门将克劳迪奥·班多尼和1.3亿里拉的转会费；他在那不勒斯度过了五个赛季，为俱乐部在意甲联赛中出场143次。在此期间，他开始在意大利获得越来越多的认可，并于1968年完成了他在意大利国家队的国际首秀，并在68年欧洲杯和1970年世界杯上获得了意大利队的一席之地。
继他在国家队的成就之后，佐夫于1972年被尤文图斯签下，当时他30岁，在那里他重新获得了成功。在为尤文图斯效力的11年中，佐夫六次赢得意甲冠军，两次意大利杯冠军，一次欧联杯冠军，还进入了两次欧联杯决赛，1978年的另一场半决赛（期间佐夫在俱乐部四分之一决赛中扑出两个点球战胜阿贾克斯的比赛中发挥了决定性作用），并在1979-80赛季进入欧洲优胜者杯的半决赛。1973年，在他赢得意甲冠军后，他在金球奖中排名第二，也险些与尤文图斯的历史性三连冠失之交臂，在该赛季进入欧联杯和意大利杯决赛后，他的俱乐部被击败，然而；尤文图斯还在该年的1973年洲际杯中获得亚军。在1977年对毕尔巴鄂竞技的欧联决赛中，佐夫战胜了他的 "孪生兄弟 "巴斯克门将何塞·安赫尔·伊里巴尔，取得了胜利。

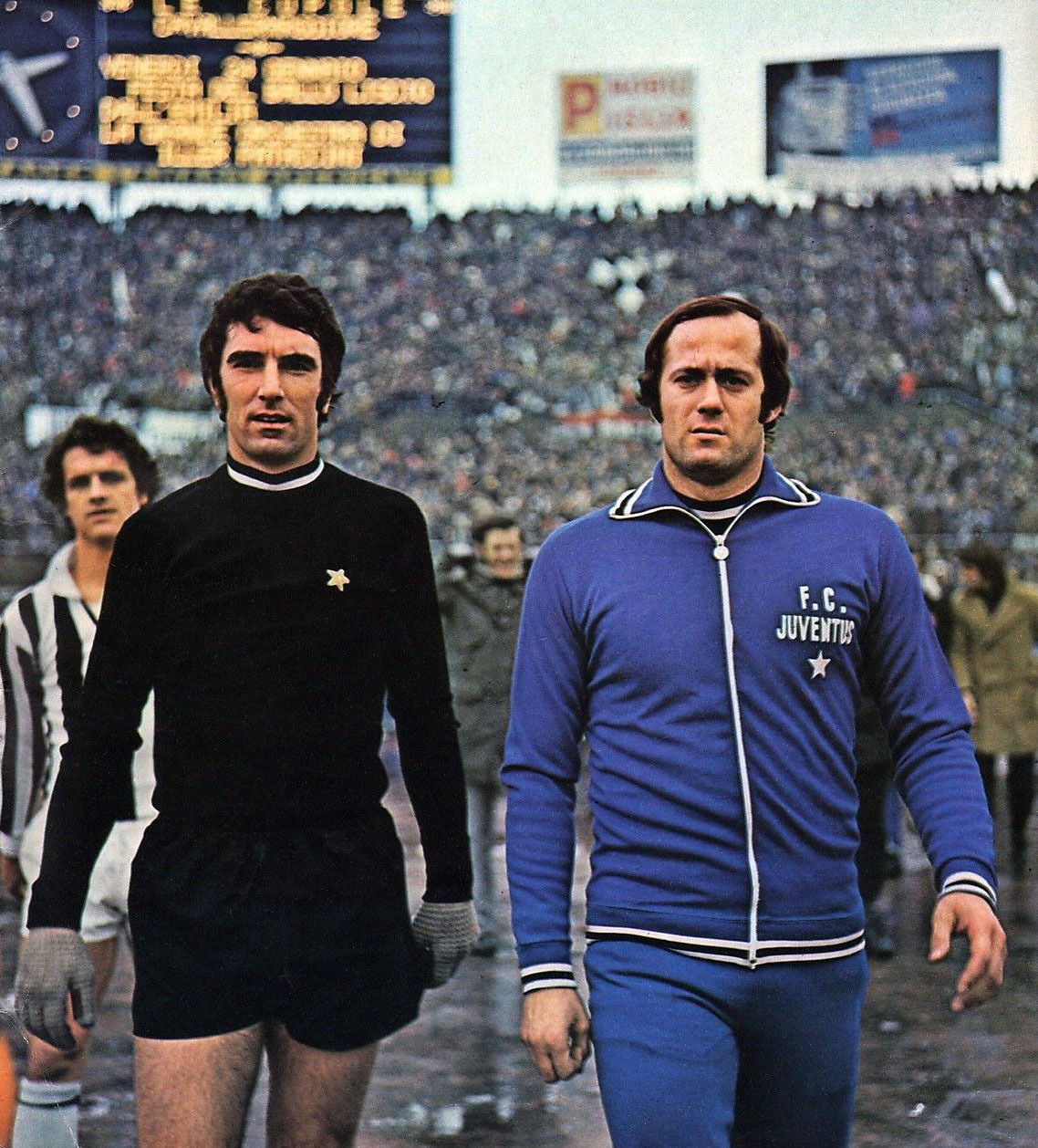
1975年，佐夫（左）在尤文图斯，图右为马西莫·皮洛尼；身后是法比奥·卡佩罗。

总的来说，佐夫在所有比赛中为尤文图斯出场479次，在意甲联赛中出场330次（全部连续出场，创造了俱乐部纪录），在意大利杯中出场74次，在欧洲比赛中出场71次，在其他俱乐部比赛中出场4次。他目前是尤文图斯在所有比赛中的第6位出场记录保持者，他们在意甲联赛中的第7位出场记录保持者，他们在意大利杯中的第3位出场记录保持者，他们在欧足联俱乐部比赛中的第7位出场记录保持者，以及他们在国际俱乐部比赛中的第9位出场记录保持者。
佐夫在1981-82赛季的意甲联赛中为尤文图斯赢得了他的最后一个意甲冠军，同时也作为球队的队长为意大利赢得了1982年的世界杯。在接下来的1982-83赛季，也就是他职业生涯的最后一个赛季，迪诺-佐夫随意甲卫冕冠军尤文图斯赢得了意大利杯，1983年他随俱乐部第二次进入欧联决赛；5月25日，尤文图斯在雅典被汉堡击败，佐夫被菲利克斯·马加特的远射击败；这是他职业生涯中最后一场俱乐部比赛。他的最后一次联赛出场是在1983年5月15日主场4-2战胜热那亚的比赛中。

### 俱乐部记录
退役后，佐夫以41岁的年龄保持着意甲最年长球员的记录，以及20多年来意甲出场次数最多的记录（570场），直到2005-06赛季，这些记录分别被拉齐奥门将马尔科·巴洛塔和AC米兰后卫保罗·马尔蒂尼打破。佐夫曾是意甲单赛季失球最少的门将；他也是意甲不失球时间最长的门将，在1972-73赛季创造了903分钟的不败纪录，布冯在2015-16赛季打破了这个纪录。他还与罗西一起保持着意甲最多连续不失球场次的纪录（9），直到2016年布冯以连续10个不失球场次超越了他们两人。佐夫在意甲出场570次，也是意甲历史上出场次数第六多的球员，他也是意甲出场年龄第四大的球员。 他保持着意甲连续出场次数最多的纪录（332场），这一纪录从1972年5月21日（在那不勒斯主场0-0战平博洛尼亚的比赛中）一直到1983年他在尤文图斯的最后一次联赛出场都没有被打破。41岁零86天，佐夫也是出现在欧洲冠军联赛决赛中最老的球员。

## 国家队生涯
在代表意大利成年队之前，佐夫曾在1963年的地中海运动会上与意大利23岁以下代表队一起赢得了一枚金牌。1968年4月20日，佐夫在那不勒斯举行的1968年欧锦赛四分之一决赛中以2比0战胜保加利亚队，完成了他的成年队首秀。 佐夫在比赛中战胜了他认为的职业对手恩里科·阿尔贝托西，最终被提升为首发门将，意大利在本土赢得了欧锦赛冠军，佐夫在他第四次参加国际比赛后，获得了冠军奖牌，保持两次零封，并获得了比赛的最佳门将奖项。然而，在1970年世界杯上，佐夫被排除在意大利队的首发名单之外，他是阿尔贝托西的替补。在意大利令人失望的1974年世界杯比赛中，他又回到了首发阵容，他们在第一轮就被淘汰了。
从1972年起，佐夫成为意大利无可争议的头号球星，他随意大利参加了1978年世界杯，取得了第四名的成绩，其中三场零封对手。意大利在半决赛中被淘汰，以2-1输给了荷兰。赛后，佐夫被批评犯了一个相当不寻常的错误，因为他被阿里·哈恩的远射破门。然而，在1980年欧洲锦标赛上，佐夫也再次成为意大利的首发门将，帮助球队进入半决赛，再取得第四名。佐夫保持了三场零封，只在铜牌赛中丢了一个球，意大利在点球大战中输掉了比赛；佐夫再次当选为该赛事的最佳门将，此前他曾在1968年赢得该荣誉。在这两届比赛中，佐夫创造了在欧洲锦标赛中连续零封的最多时间记录，后来在2012年被伊克尔·卡西利亚斯打破。佐夫还保持了欧洲锦标赛预选赛最多分钟不败的记录，这也被同胞布冯在2011年击败。然而，他仍然保持着在欧锦赛（包括预选赛）上连续不失球的最多时间记录，在1975年至1980年期间，他连续8次保持零封，同时保持了784分钟不失球。他与卡西利亚斯、布冯和托马斯·迈尔一起，是单届欧锦赛失球最少的门将，在1968年欧锦赛上只丢了一个球；在这些球员中，只有佐夫和卡西利亚斯在实现这一壮举时赢得了冠军。

然而，佐夫最伟大的成就是在1982年西班牙世界杯上，他在40岁时带领意大利队赢得了冠军，成为世界杯有史以来最年长的冠军；在整个比赛中，他保持了两次零封，并在7月5日对阵热门巴西队的第二轮小组赛最后几分钟做出了关键的门线扑救，使意大利队获得了3-2的胜利，晋级半决赛的比赛。 7月11日，在40岁零133天的时候，他成为有史以来参加世界杯决赛的最年长球员。 继意大利在马德里伯纳乌体育场3-1战胜西德之后，他追随同胞詹皮耶罗·孔比（1934年）的脚步，成为第二位担任世界杯冠军队队长的门将（后来伊克尔·卡西利亚斯和雨果·洛里分别在2010年和2018年世界杯上为西班牙和法国重复这一壮举）。由于他的表现，他被选为该届比赛的最佳门将。关于佐夫在意大利赢得世界杯期间的重要性，他的教练恩佐·贝阿尔佐特这样评价他：
他是一位头脑冷静的门将，能够在最艰难和最令人振奋的时刻保持冷静。出于谦虚和对对手的尊重，他隐忍一切。在巴西队比赛结束时，他走过来在我脸上亲了一下，没有说一句话。对我来说，那个转瞬即逝的时刻是整个世界杯中最激动人心的时刻。

## 执教生涯
在作为球员退役后，佐夫，加入了尤文图斯的教练组，最初是担任守门员教练。随后他执教了意大利奥运代表队，这是他作为第一次担任主教练，帮助球队获得了参加1988年汉城奥运会的资格，然后回到了尤文图斯担任教练；意大利奥运代表队最终取得了第四名的成绩。佐夫在1988年至1990年期间担任尤文图斯的主教练。然而在1990年，他被解雇了，尽管他在1989-90赛季赢得了欧联杯和意大利杯，同时还帮助俱乐部获得了联赛第三名。随后他加入了拉齐奥，在1994年成为主教练，后来成为俱乐部的体育总监，在1998年赢得意大利杯，并在同一赛季帮助俱乐部进入欧联杯决赛，结果被国米击败。
1998年，佐夫被任命为意大利国家队的主教练。虽然意大利队在防守上仍然谨慎和有组织，但佐夫使用了一种更开放、更流畅、更有攻击性的比赛风格。佐夫帮助球队获得了2000年欧洲杯的参赛资格，他为球队招募了几名年轻球员，如弗朗西斯科·托蒂、詹卢卡·赞布罗塔、斯特凡诺·菲奥雷、马西莫·安布罗西尼、克里斯蒂安·阿比亚蒂、马尔科·德尔维奇奥和文森佐·蒙特拉。 虽然意大利因为阵容年轻而不是头号热门，但他执教的年轻意大利队在2000年欧洲杯上获得了亚军，在决赛中由于大卫·特雷泽盖的金球而以2-1的加时赛负于了卫冕世界杯冠军法国。在进入决赛的过程中，10人的意大利队在半决赛中通过点球大战淘汰了共同的东道主荷兰队，在加时赛后以0-0的平局，以激烈的防守对抗更具进攻性的荷兰队。尽管进入了决赛，佐夫还是在几天后辞职了，因为他受到了AC米兰主席和政治家西尔维奥·贝卢斯科尼的强烈批评。 佐夫在2000年被《世界足球》选为年度最佳主教练。
佐夫在下个赛季回到了拉齐奥担任主教练，并在意甲联赛中获得第三名。2005年，他被任命为佛罗伦萨的教练，接替塞尔吉奥·布索。尽管在赛季的最后一天挽救了球队的降级，佐夫还是被解雇了。

## 个人生活

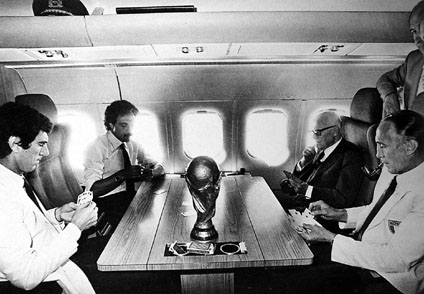
1982年获得世界杯后佐夫、佩尔蒂尼、考西奥和贝阿尔佐特在飞机上打牌

1982年获得世界杯后在乘坐DC-9飞机从西班牙返回意大利的飞行过程中，佐夫、佩尔蒂尼（时任意大利总统）、考西奥和贝阿尔佐特在打一种Scopa牌，后来变得非常受欢迎。  在过去的几年里，同一架飞机曾被佩尔蒂尼和若望保禄二世用于私人和机构飞行。  2017年4月，它被放回瓦雷泽附近的沃兰迪亚博物馆。
2015年11月28日，据报道，佐夫因病毒性神经系统感染而住院三周，这使得他难以行走。

## 榮譽

### 球員時代
- 意甲聯賽冠軍：1972/73年、1974/75年、1976/77年、1977/78年、1980/81年、1981/82年
- 意大利杯冠军：1978/79年、1982/83年
- 欧联杯冠军：1976/77年
- 洲际杯冠军：1973年[33]
- 歐洲國家杯冠軍：1968年
- 世界杯冠軍：1982年

### 執教時代
- 意大利杯：1989/90年
- 欧联杯冠军：1989/90年
- 歐洲國家杯亞軍：2000年